# قواعد الكتابة العربية

لوحة قواعد الإملاء تتضمن مدخلاً إلى الكتابة العربية، وأبواب قواعد الإملاء الستة: الهمزة، الألف اللينة، الزيادة والحذف، الفصل والوصل، هاء التأنيث وتاؤه، علامات الترقيم.

الإملاء هو أن يتحدث المتكلم ويكتب السامع، فيقال أملى فلان على فلان إذا ذكر الأول جملة صوتية فدوّنها الآخر بالكتابة. أما قواعد الإملاء (قواعد الكتابة) فتعني أن يُكتب الكلامُ الصوتي كتابةً مضبوطةً بالشكل، من حيث الأصوات الصحيحة أو المعتلة ومدى ارتباطها ببعضها في أجزاء الكلام، من اسم أو فعل أو حرف.

## ال الشمسية وال القمرية
| ال الشمسية                                                                          | ال القمرية                                            |
| ----------------------------------------------------------------------------------- | ----------------------------------------------------- |
| هي التي تكتب ولا تلفظ (لأنها تدغم بالحرف الذي بعدها، فيكتب الحرف الذي بعدها مشددًا). | هي التي تظهر عند الكتابة وعند النطق.                  |
| مثال الذَّهب ـ الصِّدق                                                                  | مثال الْعلم ـ الْقلم                                    |
| حروف (ال) الشمسية                                                                   | حروف (ال) القمرية                                     |
| ت ـ ث ـ د ـ ذ -ر-زـ س ـ ش ـ ص ـ ض ـ ط ـ ظ ـ ل ـ ن                                   | ا ـ ب ـ ج ـ ح ـ خ ـ ع ـ غ ـ ف ـ ق ـ ك ـ م ـ هـ ـ وـ ي |

 وهذه جمل تمثل حروف (أل) القمرية: (أبغ حجك وخف عقيمه) أو (جحا فك مخه وقع) أو (كغبي خمه جحا فوقع)
- خلاصة
- يُقصد بـ (ال) الشمسية و(ال) القمرية (ال) التعريف.
- ما كان مبدوءًا بلامٍ في الأصل، ثم دخلت عليه (ال) يصبح بلامين.
- مثل : لعبة + ال = اللعبة.
- فإذا دخلت عليه مع (ال) لام الجر تحذف ألف الوصل فيجتمع ثلاث لامات، وتجنبًا لذلك، تدغم لام التعريف في اللام الأصلية، ويعوض عنها بالشدة *التي توضع فوق اللام الثانية.
- مثل : لعبة + ال == اللعبة + ل (حرف جر) == لِلُّعبة.

## التاء في آخر الكلمة
| التاء المفتوحة (ت)                                                                      | التاء المربوطة (ة)                                       |
| --------------------------------------------------------------------------------------- | -------------------------------------------------------- |
| هي التي تبقى ـ في النطق ـ على حالتها (ت) إذا وقفنا على آخر الكلمة بالسكون ولا تنقلب هاء | هي التي تلفظ هاء عند الوقوف عليها وتكتب إما (ـة) أو (ة). |
| زيت ـ قرأت ـ سَكَتَ ـ معلومات                                                              | فاطمة ـ حمزة ـ نشيطة ـ كرة                               |

- مواضع التاء المفتوحة
- تكتب التاء مفتوحة فيما يلي:
- آخر الفعل
- إذا كانت التاء أصلية............. باتَ ـ ماتَ
- إذا كانت التاء تاء التأنيث....... درسَتْ ـ نامتْ
- إذا كانت التاء تاء الفاعل...... دفعْتُ ـ لعبتْ
- آخر الأسماء
- إذا كانت التاء في اسم ثلاثي ساكن الوسط........ بيتْ ـ وقت
- إذا كانت علامة جمع المؤنث السالم................ مسلمات
- إذا كانت في جمع تكسير مفردة ينتهي بتاء مفتوحة...بيت > بيوت
- في نهاية الحرف
- ثُمت المضمومة الثاء والتي هي حرف عطف.....دخلت هند ثُمت غادة

 مواضع التاء المربوطة
- العلم المؤنث..... فاطمة ـ خضرة
- الأسماء المؤنثة غير الأعلام.... بقرة ـ سبورة
- صفة المؤنث.... عالمة ـ مريضة
- جمع التكسير الخالي من التاء في المفرد... قضاة ـ غزاة
- للمبالغة... علاَّمة ـ نسَّابة
- في نهاية (ثمة الظرفية).... ثَمة رجال يطلبون الحق
- الخلاصة
- تكتب التاء المربوطة تاء مفتوحة إذا أضيفت الكلمة المختومة بتاء مربوطة إلى ضمير : ابنتك ـ امرأتك.
- يجب وضع النقطتين على التاء المربوطة حتى لا تلتبس مع هاء الضمير.

## التنوين وإذا وإذن
تعريف التنوين :نون ساكنة تلحق آخر الكلمة لفظًا لا خطًّا. وهي حالة طارئة تقع في آخر الاسم
- أنواع التنوين
- تنوين الضم ــٌ
- تنوين الفتح ــً
- تنوين الكسر ــٍ

الفرق بين النون والتنوين
| الـنـون                            | التنوين                                    |
| ---------------------------------- | ------------------------------------------ |
| النون حرف أصلي من بنية الكلمة      | التنوين حركة طارئة تقع في آخر الاسم        |
| لا تحذف في حالة الوقف: مؤمنٌ - مؤمنْ | تحذف في حالة الوقف في آخر الاسم: ذهبٌ - ذهبْ |

إذًا وهي تكتب بتنوين مثال: ادرس كثيرًا إذًا تنجح، وهناك من العلماء من جوّز كتابتها بنون هكذا (إذن) إذن: عندما تكون عاملة. إذًا: عندما لا تكون عاملة.

### المواضع التي لا تزاد فيها ألف التنوين
| م | المواضع                          | المثال            |
| - | -------------------------------- | ----------------- |
| 1 | الأسماء المنتهية بتاء مربوطة     | ألقيت كلمةً مؤثرة  |
| 2 | الأسماء المنتهية بالألف المقصورة | رأيتُ فتى يحمل عصًا |
| 3 | الأسماء المنتهية بألف عليها همزة | دخلتُ ملجًأ واسعا   |
| 4 | الأسماء المنتهية بهمزة بعد ألف   | ارتديت رداءً أنيقًا |

## الهمزة

قواعد رسم الهمزة مُوزَّعةً حسب موقعها: الهمزة المُبتدَأة بنوعيها: همزة الوصل وهمزة القطع، والهمزة المتوسطة والهمزة المُتطرِّفة مع تفصيل كلٍّ منها مُزوَّداً بالأمثلة.

- بدء الكلمة:

1. همزة القطع.
2. همزة الوصل.

- الهمزة المتوسطة
- الهمزة المتطرفة

### همزة الوصل
ألِف زائدة، تُنطق همزةً في بدء الكلام، وتسقط في دَرْجه (وصله).
مواضعها:
- أمر الفعل الثلاثي: اقرأ
- ماضي الخماسي وأمره ومصدره: اسْتَمَعَ ـ اسْتَمِعْ ـ استِمَاع
- ماضي السداسي وأمره ومصدره: استَغْفَرَ ـ استَغْفِرْ ـ استِغْفار
- (أل) التعريف: المدرسة
- الأسماء العشرة: (اسم، ابن، ابنة، اثنان، اثنتان، امرؤ، امرأة، است، ابنم، ايم الله)

### همزة القطع
همزة تُكتب وتُنطق. تُرسم على ألف مفتوحةً أو مضمومةً، وتحتها مكسورةً. مثل: أَب، أُم، إذا.
مواضعها
- حروف المعاني التي تبدأ بهمزة: إن - أن - إلى - إذا...
- أسماء الأعلام المبدوءة بهمزة: أحمد - إسماعيل - أحلام - أُمامة - إسراء - ألمانيا - إيطاليا...
- ماضي الرباعي المهموز وأمره ومصدره: أحْسَنَ - أحْسِن، إحْسان، أعطى، أعْطِ، إعطاء.
- ماضي الثلاثي المبدوء بهمزة ومصدره: أخَذَ أخْذًا - أمَرَ أمْرًا.
- طائفة من الأسماء المختلفة المبدوءة بهمزة قطع: أهْل، أحْرُف، أقْلام، أبْنِية، أفاضل، إمامة، أعلى، أسَد...

الخلاصة: همزة الوصل تُنطق في بدء الكلام، وتسقط في وصله، وهمزة القطع تكتب وتُنطق دائمًا.

### همزة القطع أول الكلمة
| الموضع                          | المثال      |
| ------------------------------- | ----------- |
| في حالة الضم أو الفتح على الألف | أكرِم ـ أَكرَم |
| في حالة الكسر تحت الألف         | إِكرام       |

### الهمزة المتوسطة
ولها أربع حالات
1- مفردة على السطر
| الموضع                  | المثال |       |
| ----------------------- | ------ | ----- |
| مفتوحة وما قبلها ألف    | قراءَة  | تفاءَل |
| مفتوحة وما قبلها واو مد | مقروءَة | ضَوْءَه  |

2- على الألف
| الموضع                 | المثال |
| ---------------------- | ------ |
| مفتوحة وما قبلها مفتوح | سَأَلَ    |
| مفتوحة وما قبلها ساكن  | مسْأَلة  |
| ساكنة وما قبلها مفتوح  | فَأس    |

3- على الواو
| الموضع                 | المثال  |
| ---------------------- | ------- |
| ساكنة وما قبلها مضموم  | يُؤْثرون  |
| مفتوحة وما قبلها مضموم | فُؤَاد    |
| مضمومة وما قبلها ساكن  | التّفاؤُل |
| مضمومة وما قبلها مفتوح | يَؤُمّ     |
| مضمومة وما قبلها مضموم | رُؤُوس    |

4- على الياء
| الموضع          | المثال |
| --------------- | ------ |
| مكسورة          | طـائِر  |
| وقعت بعد كسر    | السيِّئة |
| وقعت بعد ياء مد | مشِيْئة  |

### الهمزة المتطرفة
| الموضع    | السبب                                                      | المثال                    |
| --------- | ---------------------------------------------------------- | ------------------------- |
| على الألف | إذا سبقت بفتح                                              | ملجَأ                      |
| على الواو | إذا سبقت بضم                                               | تباطُؤ                     |
| على الياء | إذا سبقت بكسر                                              | موانِئ                     |
| على السطر | إذا سبقت بحرف ساكن مطلقًا صحيحًا أو حرف مد واو أو ياء أو ألف | عبْء ـ هدوء ـ شيء ـ أصدقاء |
| على السطر | إذا سبقت بواو مضمومة مشدّدة                                 | التبوُّء                    |

- الخلاصة:

الهمزة المتطرفة المفردة على السطر تُرسم خلاف القاعدة على نبرة قبل تنوين النصب أو ألف الاثنين إذا كان ما قبلها يقبل الوصل بما بعده: عِبْئًا - عِبْئانِ، شيْئًا - شيْئانِ.

## الألف الليّنة
- ألِف ساكنة أبدًا، لا تقبل الحركة، مفتوح ما قبلها لفظًا أو تقديرًا، قُيِّدت باللينة احترازًا من الألف اليابسة (الهمزة). تُرسم طويلةً وسط الكلمة ( قال، دار) وتُرسم في آخرها على إحدى صورتين: طويلة (سما، مها ، دنيا ، مُحيّا، استحيا) أومقصورة (ياءً أو على صورة الياء): (رمى، فتى هُدى، أعطى، مُعطى، التقى، مُلتقى، استغنى، مستغنى، إلى، على ، حتى، بلى).

### ترسم الألف اللينة مقصورة في:
- الثلاثي من الأفعال والأسماء المُعْرَبة المنتهية بألف لينة منقلبة عن ياء. مثل: فتى، هُدى.
- ما فوق الثلاثي من الأسماء والأفعال. مثل: أعطى، مُعطى، التقى، مُلتقى، استغنى، مستغنى، مأوى، مصطفى، مستشفى.

ترسم الألف اللينة طويلةً في:
- الثلاثي من الأفعال والأسماء المُعْرَبة المنتهية بألف لينة منقلبة عن واو. مثل: سما، مها.
- حروف المعاني المنتهية بألف. مثل: لا ـ يا - ألا - إلا. ما عدا أربعة أحرف ترسم فيها ياء. هي: حتى، على، بلى، إلى.
- الأسماء الأعجمية المنتهية بألف ليّنة. مثل: يافا، زليخا، إسبانيا، أمريكا، موسيقا... ما عدا أربع، هي: موسى ، عيسى، كسرى، بخارى.
- الأسماء المبنية المنتهية بألف ليّنة. مثل: هما، أنتما، أينما، كيفما، حيثما، هذا، بينما، بينا... ما عدا أربعة. هي: لدى، متى، الأُلى ، أنّى.
- ما فوق الثلاثي من الأسماء والأفعال المنتهية بألف لينة مسبوقة بياء كيلا يتولى حرفان مثلان. مثل: دنيا، ثُريّا، هدايا، أحيا، مُحيّا، استحيا.
- معرفة أصل الألف في الأسماء تكون بـ:

1. المفرد: (خُطا: خُــطوة)، (رقى: رقية).
2. التثنية: (عصا: عصوان)، (فتى: فتيان).
3. الجمع: (عصا: عصوات)، (فتى: فِتية، فِتيان).

- معرفة أصل الألف في الأفعال تكون بـ:

1. إسناد الفعل إلى ضمائر الرفع. مثل: سما ـ سموتُِ/ نَ/نا / سَمَوْا، سَمَوَا. رمى ـ رميتُِ/ نَ/ نا/ رَمَيا.
2. المصدر مثل: السُّمُوّ، الرَّمْي.
3. المضارع. مثل: سما: يسمو، رمى: يرمي.

## الهمزة الممدودة وأنواعها

### في أول الكلمة
| سبب المد                                                                        | المثال                |
| ------------------------------------------------------------------------------- | --------------------- |
| إذا كانت الهمزة مفتوحة وبعدها همزة ساكنة في أول الكلمة فإنهما تقلبان مداً هكذا آ | أَأْمن = آمن أَأْخذ = آخذ |
| إذا كانت الهمزة مضمومة وبعدها همزة ساكنة تبدل الساكنة واوًا                      | أُأْتي = أوتي           |
| إذا كانت الهمزة مكسورة وبعدها همزة ساكنة تبدل الساكنة ياء                       | إِأْمان = إيمان         |

### في وسط الكلمة
| سبب المد                                                   | المثال                     |
| ---------------------------------------------------------- | -------------------------- |
| إذا فتحت الهمزة وأشبعت                                     | كأَابة = كآبة، مرأَاة = مرآة |
| إذا كانت الهمزة مرسومة على الألف وتلاها ألـف المثنى        | مبدأان = مبدآن             |
| إذا كانت الهمزة مرسومة على الألف وتلاها جمع المؤنث السالم. | مكافأات = مكافآت           |
| إذا كانت الهمزة مرسومة على الألف وتلاها جمـع التكـســير.   | مأادب = مآدب               |
| إذا كانت الهمزة مرسومة على الألف وتلاها ألف الاثنين.       | قرأا = قرآ                 |

## الحروف التي تزاد
| حرف الواو                                         | المثال                        | حرف الألف                            | المثال       |
| ------------------------------------------------- | ----------------------------- | ------------------------------------ | ------------ |
| اسم الإشارة (أولاء)                               | هؤلاء رفعوا راية الدين        | بعد واو الجماعة إذا لم يأتِ بعدها نون | اكتبوا كتبوا |
| (أولو ـ أولي ـ أولات) بمعنى أصحاب                 | نحن أولو دين صحيح             | ألف تنوين الفتح                      | رأيتُ زيدًا    |
| (عمْرو) في حالة الرفع والجر للتفريق بينها وبين عمر | حفظ عمرٌو القرآن سلمت على عمرٍو |                                      |              |
| عند الإشباع (في الشعر)                            | فإن همو ذهبت أخلاقهم ذهبوا    |                                      |              |

## الحروف التي تحذف

### حذف الألف
تحذف الألف في ثلاثة مواضع:
أول الكلمة
| مواضع الحذف | المثال                                                            |
| --- | ----------------------------------------------------------------- |
| ألف (ابن، ابنة) بالشروط التالية: - أن تقع مفردة بين علمين وهي صفة ولم تكن أول السطر. - إذا دخلت عليها (يا) النداء. - إذا دخلت عليها همزة الاستفهام. | المثال - قرأت عن خالد بن الوليد. - يا بنة الدين. - أبنة محمد هذه؟ |
| ألف كلمة اسم: - في البسملة الكاملة. - إذا دخلت عليها همزة الاستفهام.                                                                                | المثال - بسم الله الرحمن الرحيم. - أسمك خالد؟                     |
| ألف (ال) إذا دخلت عليها (لام). | للوالدين حق الطاعة. للعلم تشرئب الأعناق                           |

وسط الكلمة
| مواضع الحذف   | أصلها   |
| ------------- | ------- |
| كلمة (الإله)  | الإلاه  |
| كلمة (الرحمن) | الرحمان |
| كلمة (لكن)    | لكن     |

آخـر الكلمة
| مواضع الحذف                                                                        | المثال    | الأصل       |
| ---------------------------------------------------------------------------------- | --------- | ----------- |
| ألف (ما) الاستفهامية إذا سبقت بحرف جر بشرط ألا تليها (ذا)                          | فيم، عم   | فيما، عما   |
| ألف (ذا) الإشارية إذا وقعت بعدها لام البعد                                         | ذلك، ذلكم | ذالك، ذالكم |
| ألف (هاء) التنبيه إذا دخلت على: اسم إشاره ليس مبدوء بالتاء أو الهاء، وليس بعده كاف | هذا، هذه  | هاذا، هاذه  |
| (أنا) إذا تلاها اسم إشارة                                                          | هأنذا     | ها أناذا    |

### حذف الواو
| مواضع الحذف                                     | المثال                                     |
| ----------------------------------------------- | ------------------------------------------ |
| تحذف واو فعل المضارع المعتل الآخر في حالة الجزم | يدنو، لا تدنُ من الخطر                      |
| تحذف واو فعل الأمر المعتل الآخر بالواو          | يدعو، ادعُ إلى دين الحكمة                   |
| يجوز حذف الواو من الكلمات الآتية:               | داوود == داود، طاووس = طاوس، ناووس == ناوس |

### حذف الياء
| مواضع الحذف                                                          | المثال                              |
| -------------------------------------------------------------------- | ----------------------------------- |
| ياء الأمر والمضارع، المجزومين المعتلي الآخر بالياء                   | يتقي، اتق الله، لم يتق العاصي ربه   |
| يجوز حذف ياء المتكلم إذا أضيفت إلى منادى غير معتل الآخر              | يا ربي = يا رب                      |
| ياء الاسم المنقوص إذا جرد من (ال) ولم يكن مضافًا في حالتي الرفع والجر | جاء قاضٍ إلى البلدة، مررت بقاضٍ عادل. |

### حذف اللام
- تحذف إحدى (لامي) الأسماء الموصولة التالية

| الكلمة | أصلها    | المثال                                       |
| ------ | -------- | -------------------------------------------- |
| الذي   | الـلـذي  | أحب الذي يلتزم بدينه                         |
| التي   | الـلـتي  | المرأة التي التزمت بحجابها هي التي أرضت ربها |
| الذين  | الـلـذين | الطلاب الذين اجتهدوا هم الذين تخرجوا         |

### حذف ال
- تحذف أل إذا سبقت بلام، وكان بعدها لام:
- السبب: لئلا تجتمع 3 لامات.
- المثال: ل + ال + ليل + يا لليل المظلم!

## علامات الترقيم
- الفاصلة أو الفصلة (،).
- الفاصلة المنقوطة (؛).
- النقطة أو الوقفة (.).
- النُقطتان أو النقطتان المتعامدتانِ (:).
- الشرطة أو الوصلة (-).
- الشرطتان (- -).
- علامة التنصيص (" ") (« »).
- علامة الحذف (...).
- علامة الاستفهام (؟).
- علامة التعجب أو التأثر (!).
- الأقواس (()).

ولكن هناك علامات شاعت وتستخدم حديثاً وبعضها بسبب الحاسوب ومنها: * # / | \ [ ] { } الفاصلة والنقطة والفاصلة المنقوطة والنقطتان الرأسيتان.